# Scopula grasuta
Scopula grasuta är en fjärilsart som beskrevs av William Schaus 1901. Scopula grasuta ingår i släktet Scopula och familjen mätare. Inga underarter finns listade.